# StarCraft: Remastered
StarCraft: Remastered est un jeu vidéo de stratégie en temps réel, sorti le 14 août 2017.
Il s'agit d'une refonte de StarCraft et de son extension StarCraft: Brood War, notamment pour ce qui est des graphismes et du son, tout en conservant le système de jeu originel.
En juillet 2019, une extension StarCraft: Cartooned est proposée en collaboration avec CarbotAnimations,. Celle-ci propose un remplacement visuel correspondant au style typique de la série parodique de CarbotAnimations, dont la chaîne YouTube a été créée en août 2012, et qui avait déjà fait l’objet d’un « MOD » d’adaptation visuelle de StarCraft II sorti en octobre 2016,.

## Système de jeu
Le gameplay reste identique, mais les graphismes et les sons sont améliorés. Les graphismes sont refondus en 4K UHD. Les doublages sont refaits, la bande originale du jeu et les effets sonores sont réenregistrés.

## Développement

### Polémique
À la sortie du jeu, Blizzard a demandé une commission de 200 wons (environ 20 centimes) par heure de jeu aux propriétaires de PC bangs en Corée du Sud souhaitant faire profiter à leurs clients de cette nouvelle version. Ceux-ci ont refusé, évoquant un abus de position dominante.

## Accueil
| StarCraft: Remastered |      |       |
| Média                 | Pays | Notes |
| Canard PC             | FR   | 9/10  |
| Gamekult              | FR   | 7/10  |
| IGN                   | US   | 9/10  |
| Jeuxvideo.com         | FR   | 17/20 |